# Citroën Elysée
Citroën Elysée — компактний автомобіль в кузові седан, що вироблявся для внутрішнього китайського ринку Dongfeng Peugeot-Citroën Automobile, спільним підприємство між французькою групою PSA (Peugeot — Citroën) і китайським виробником Dongfeng Motor.

## Перше покоління (2002–2013)
Представлений в 2002 році як 4-дверний седан, автомобіль був нічим іншим, як глибоким рестайлінгом попереднього Citroën Fukang, особливою версії для китайського ринку Citroën ZX, виробленого спільним підприємством PSA Group і китайського виробника Dongfeng Motor на заводі в Ухані. Élysée, зберігаючи компонування старого автомобіля, представило абсолютно нову передню частину з новими фарами, успадкованими від другого покоління Peugeot 306.
Elysée був розроблений в Китаї і є похідним від Citroën ZX, з багатьма частинами (в тому числі на приладовій панелі) взяті з Citroën Xsara і Citroën Saxo.
Автомобіль мав спортивну версію VTS яка мала забарвлення лише кузова лише червоного кольору.

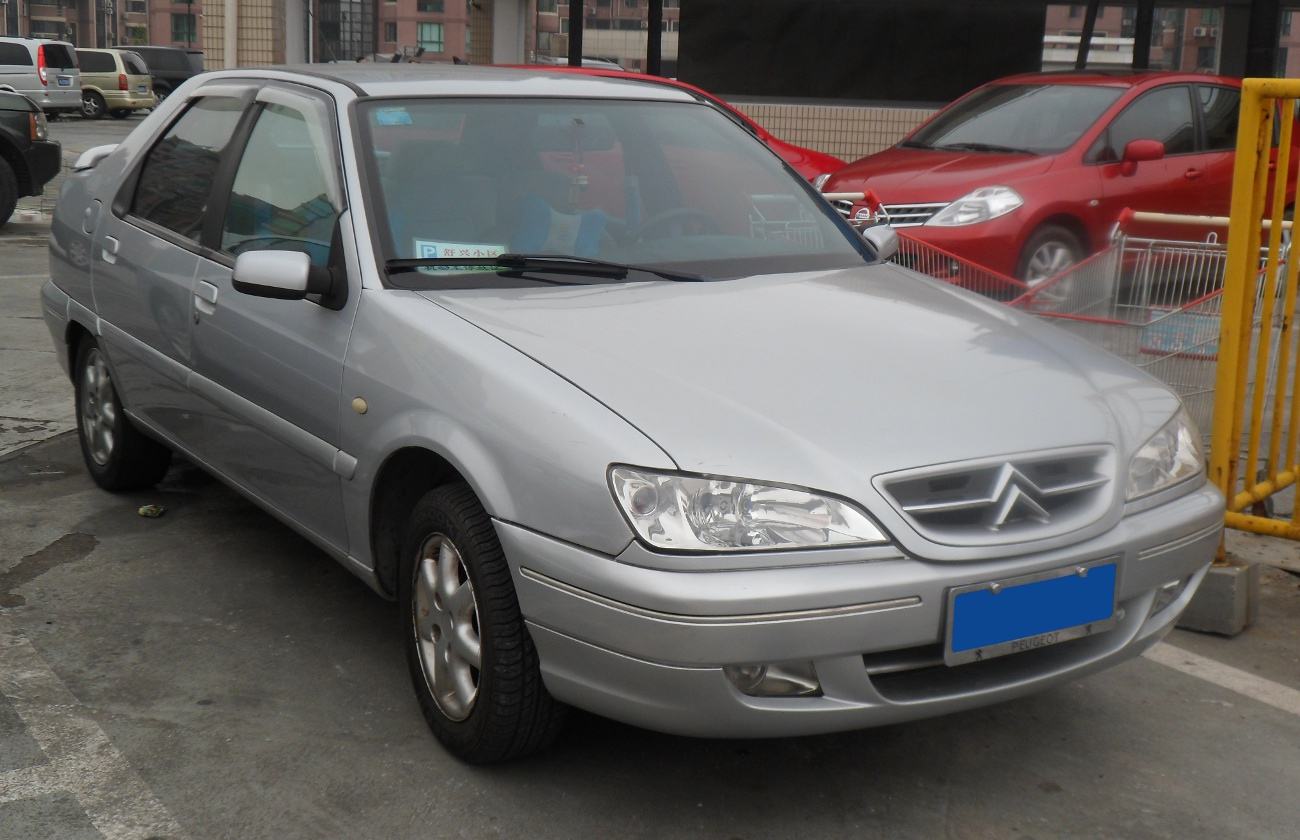
Citroën Elysée (2002—2008)
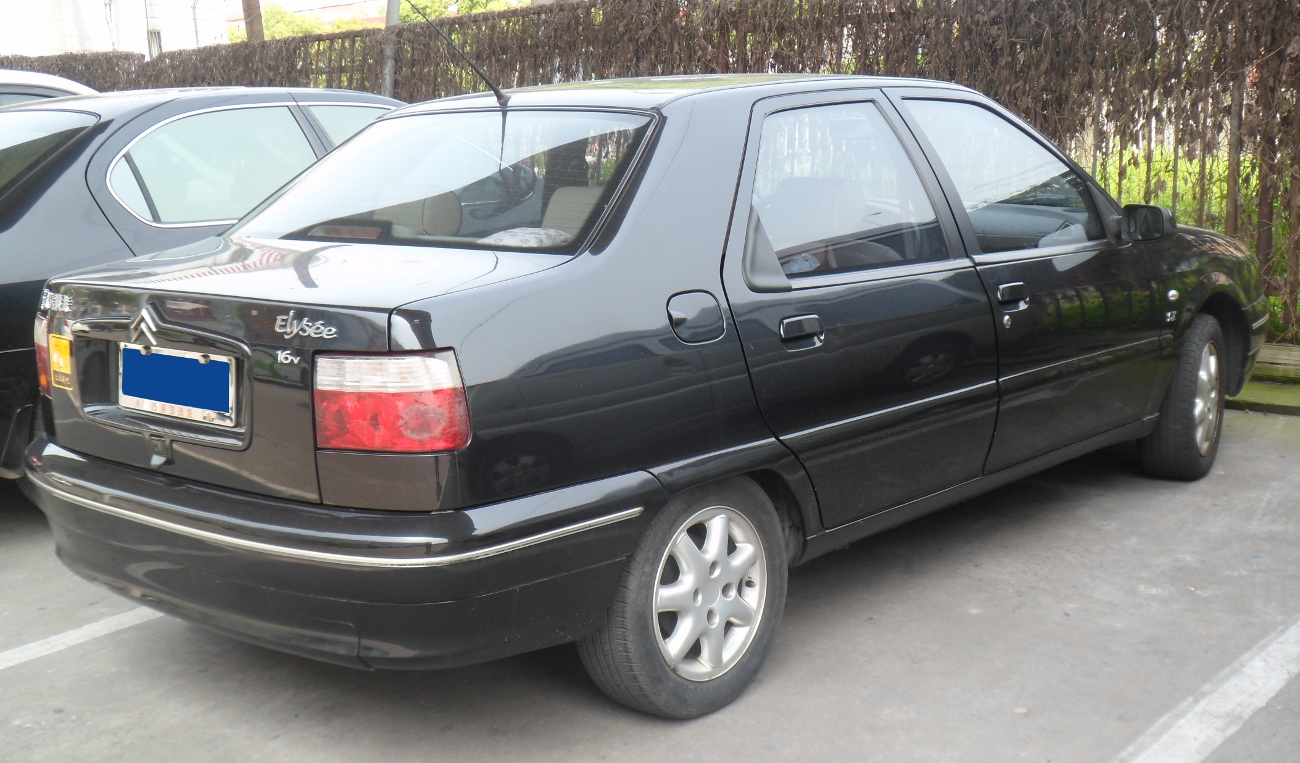
Citroën Elysée (2002—2008)

Незабаром після запуску також була представлена Élysée VIP, версія з розширеною на 16 сантиметрів колісною базою і кузовом довжиною 4,50 метра, що характеризується багатшою і розкішнішою фурнітурою з обробкою зі штучного бріара та шкіряними сидіннями, а також зовнішнім хромом уздовж кузова автомобіля. Двигун VIP був єдиним чотирициліндровим шістнадцятиклапанним двигуном 1.6 потужністю 105 кінських сил у поєднанні з 4-ступінчастою автоматичною коробкою передач.

Citroën Elysée VIP (подовжена колісна база)
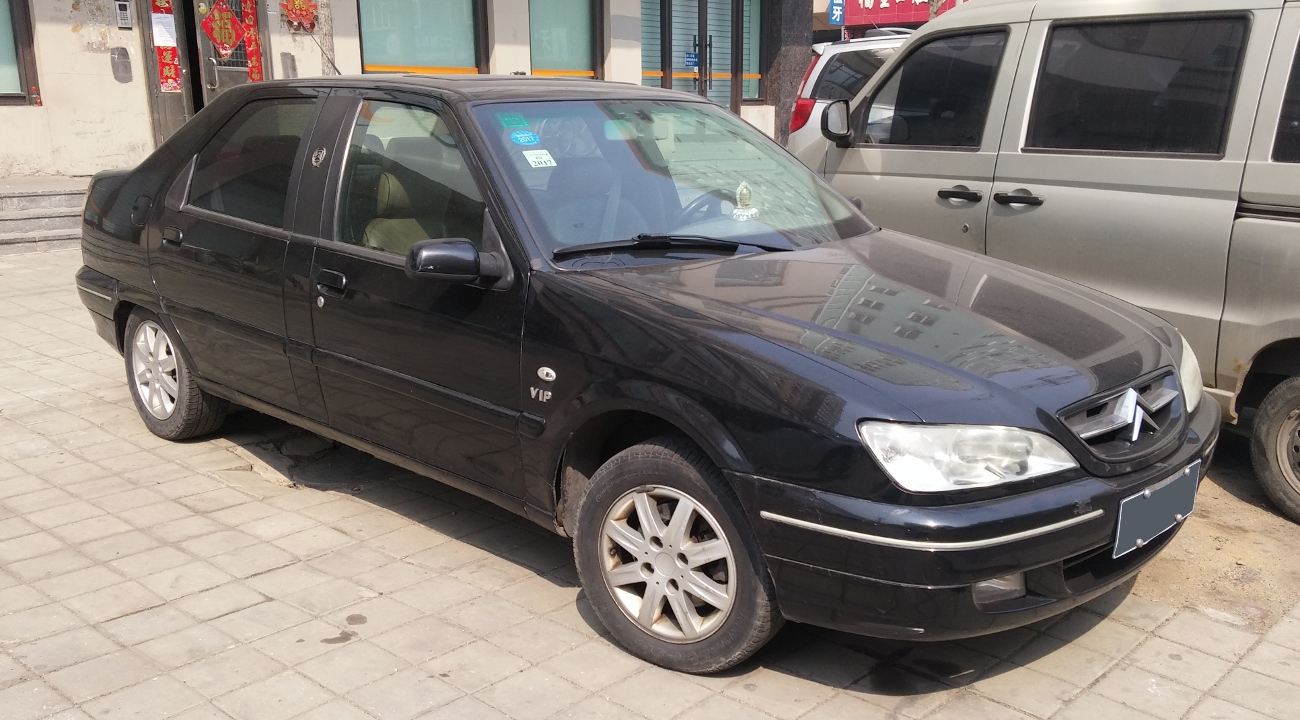
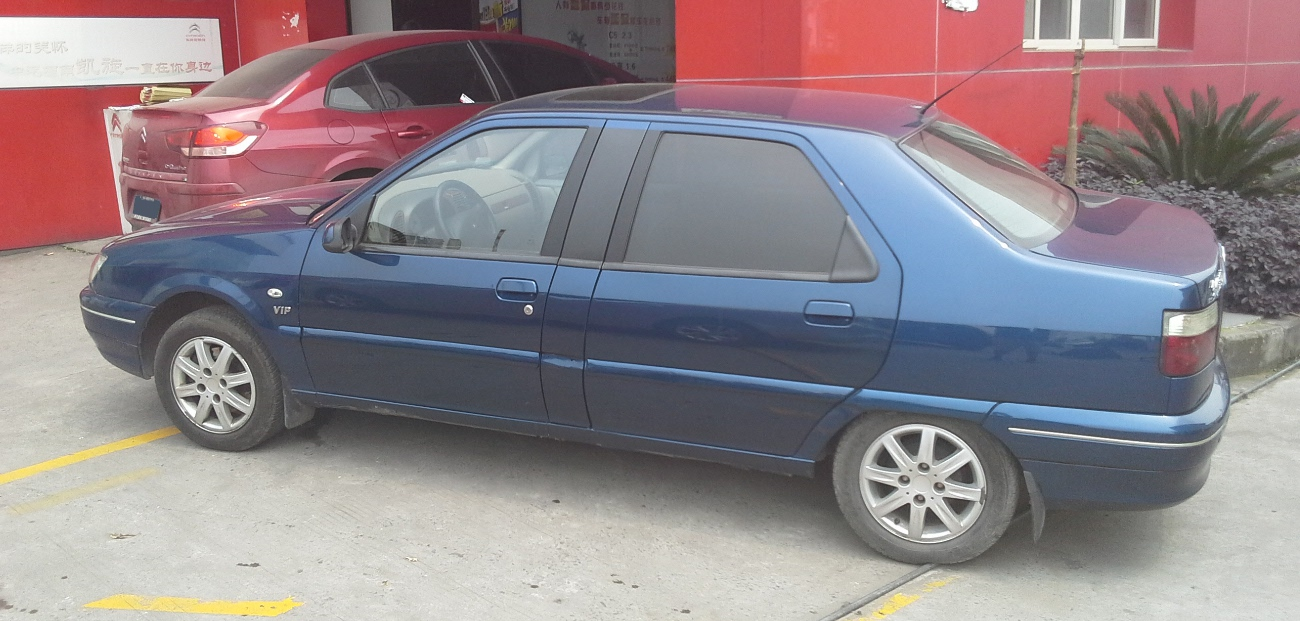

### Фейсліфтинг 2008: дебют C-Élysée
Оновлену модель під назвою C-Elysée було представлено 8 квітня 2008 року на Пекінському міжнародному автосалоні. Передню і задню частини автомобіля сильно переробили.
Літера «С» в назві була обрана для збереження узгодженості в нових назвах, прийнятих виробником. Найбільш очевидні естетичні зміни відбулися в решітці радіатора, яка тепер відповідає європейському Citroën, і, зокрема, другому поколінню Citroën C5, оскільки вона включила емблему в дві великі горизонтальні хромовані смуги, з яких складалася сама решітка радіатора. Всього техніками Dongfeng було внесено 300 змін в порівнянні з попередньою моделлю. Новий автомобіль був на сходинку нижче, ніж C-Triomphe на базі C4, і був оснащений двигуном 1.6 16v потужністю 109 к.с., а також значно більш сучасним обладнанням, ніж попередня Élysée.
Починаючи з 2009 року, C-Élysée також пропонувалася в кузові хетчбеком, замінивши старий Fukang, в цьому випадку задні ліхтарі, хоча і нагадували за формою ліхтарі нормальних ZX або Fukang, але були більш закруглені в кутах і були більш сучасними в графіці пластику.

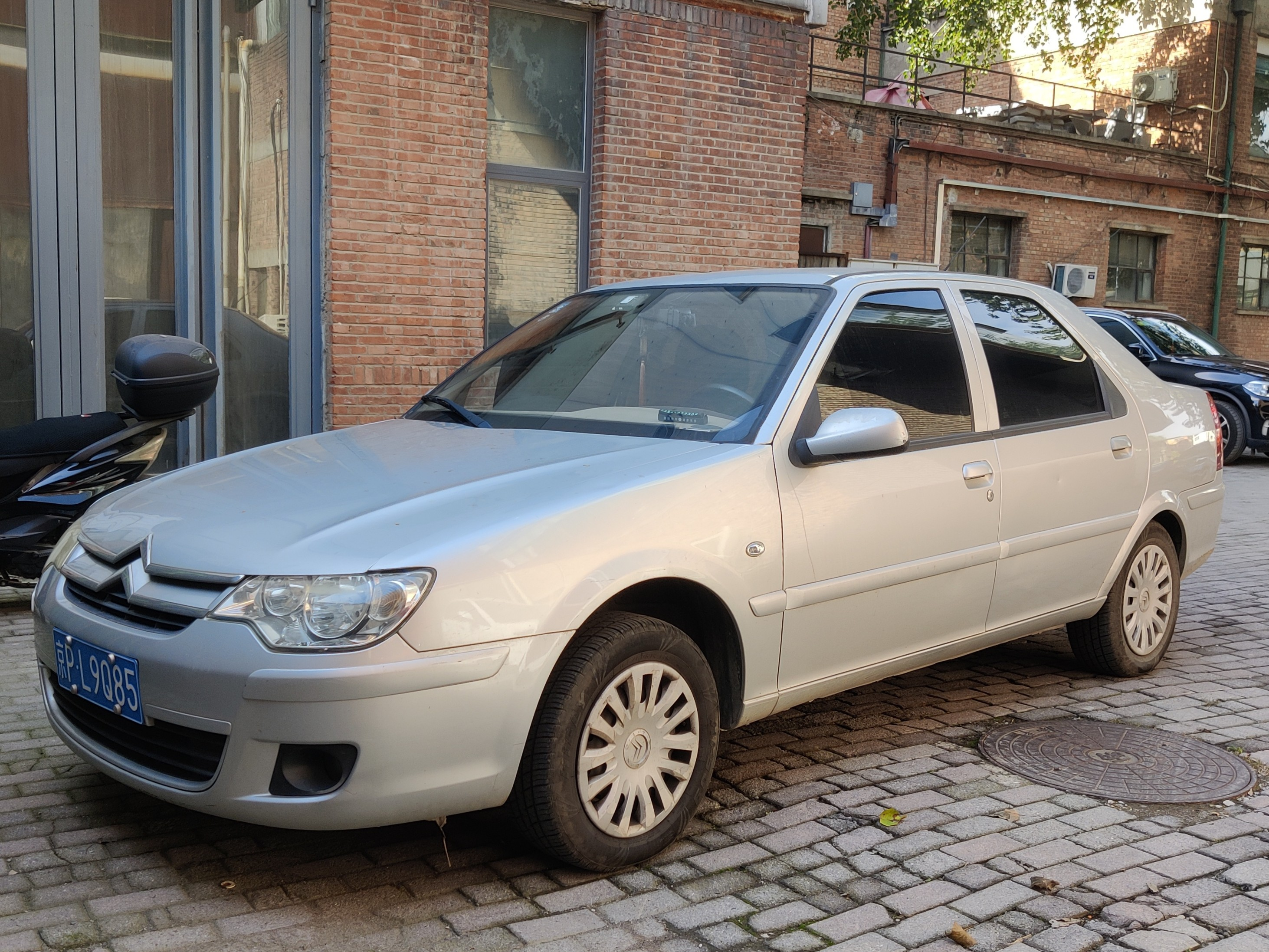
Citroën C-Élysée (2008–2010 вид спереду)
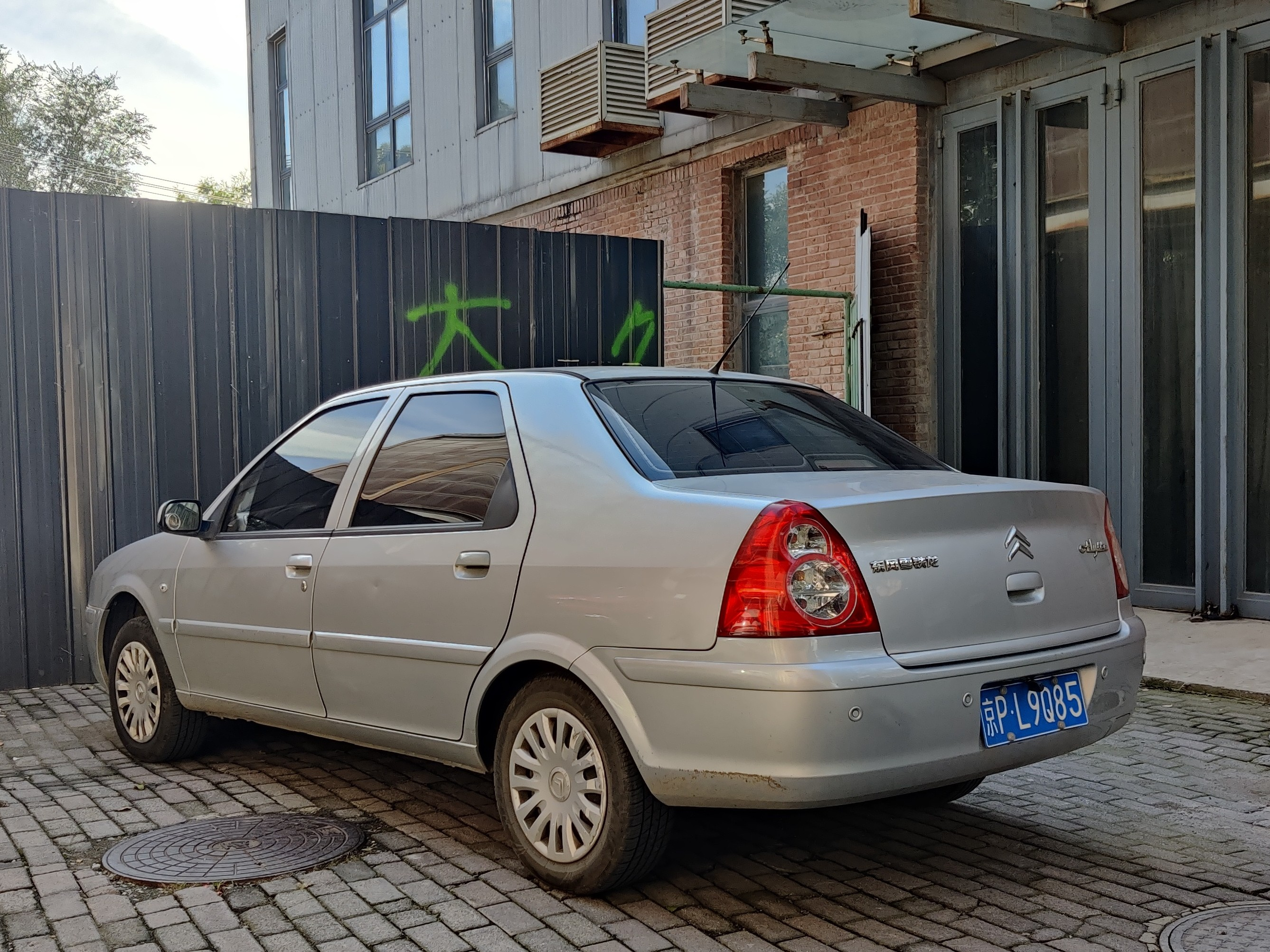
Citroën C-Élysée (2008–2010 вид ззаду)

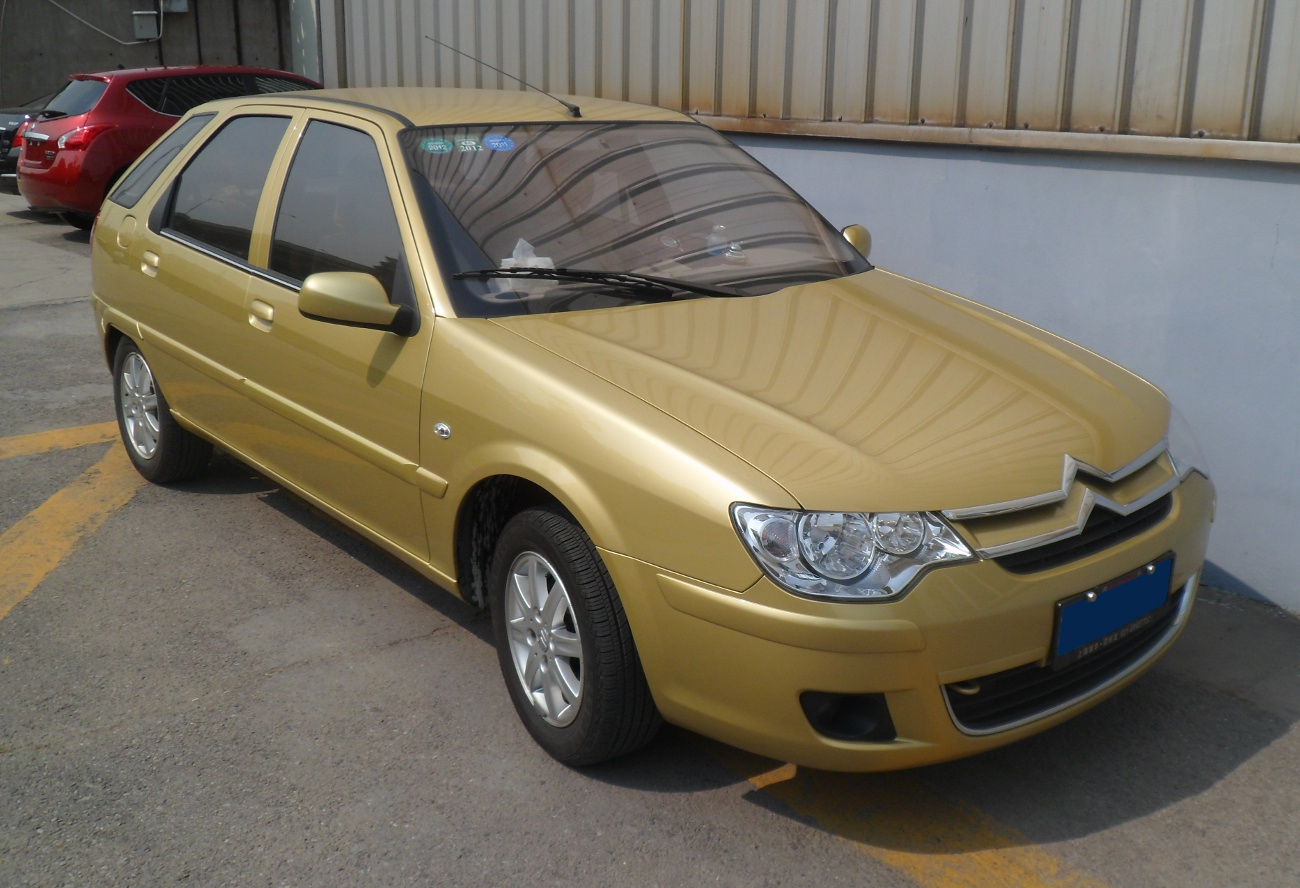
Citroën C-Élysée хетч (вид спереду)
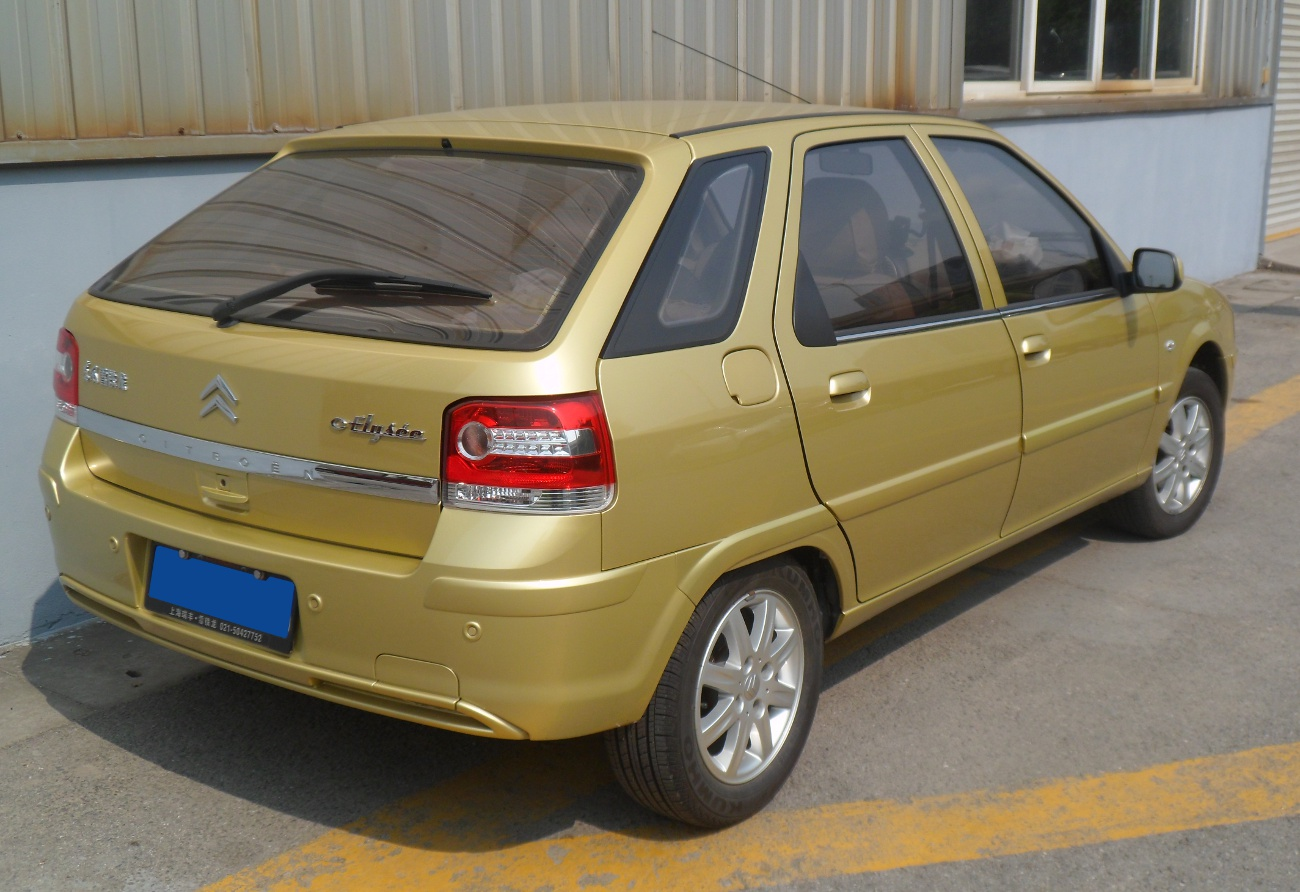
Citroën C-Élysée хетч (вид ззаду)

## Друге покоління (з 2013)

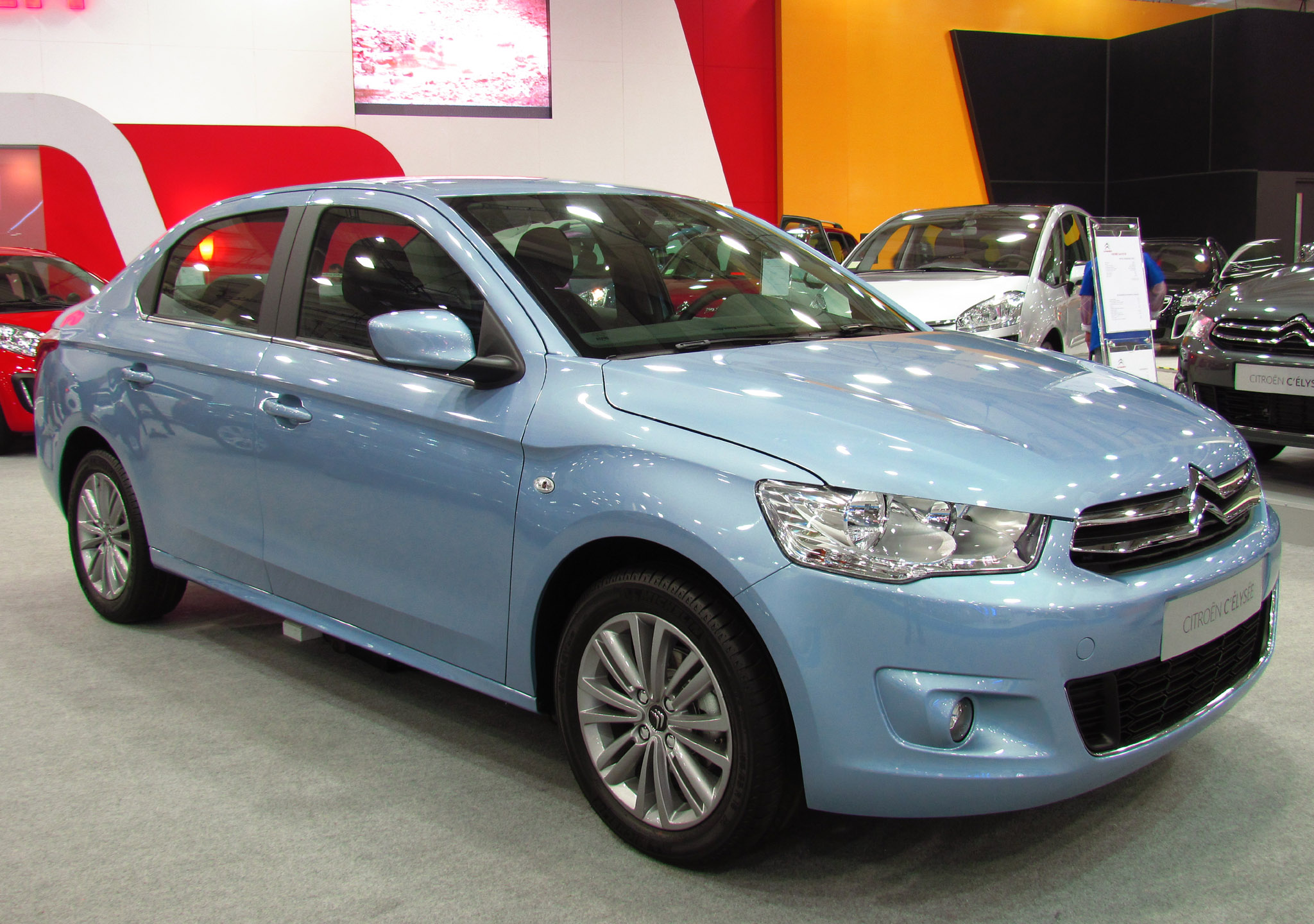
Citroën C-Elysée II 1.6i

Друге покоління моделі під назвою Citroën C-Elysée буде доступне для європейського ринку в березні 2013 року. Автомобіль буде виготовлятись в місті Віго, Іспанія, поряд з Peugeot 301, який побудований з ним на одній платформі.

### Двигуни
| 1.2 VTi   | 1199 | 3/12 | 53 (73) / ?  | 115 / ? | з 2013 |
| 1.6 VTi   | 1587 | 4/16 | 86 (115) / ? | 155 / ? | з 2013 |
| Дизельний |      |      |              |         |        |
| 1.6 HDi   | 1560 | 4/16 | 68 (92) / ?  | 230 / ? | з 2013 |